# تشارلز تايلور (لاعب كريكت بريطاني)
تشارلز تايلور (12 أغسطس 1966 في المملكة المتحدة - ) (بالإنجليزية: Charles Taylor)‏ هو لاعب كريكت بريطاني. لعب مع نادي مقاطعة ميدلسكس للكريكت ‏ وOxfordshire County Cricket Club ‏.

## وصلات خارجية
- تشارلز تايلور على موقع إي آس بي آن كريك إنفو (الإنجليزية)